# حماس (نبات)
حَمَاس جنس نباتات شجرية وجنبية معمرة من فصيلة الفضيات. أنواعه المعروفة قليلة العدد. موطنها البلاد الحارة. جميعها برية وتزرع للتزيين. أوراقها أبيدة. أزهارها ملونة جميلة. ثمارها حنابل صغيرة. أعرف أنواها التزينية الحماس صفصافي الورق والحماس المقور الورق.

## معرِض الصور

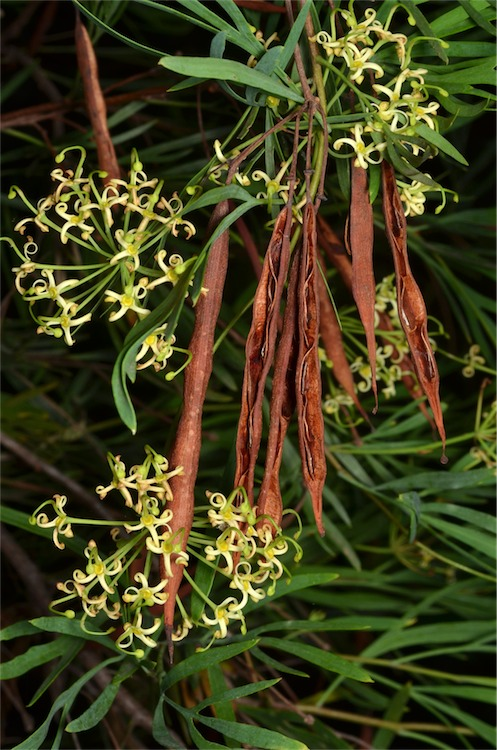
أوراق وزهور وثمار حماس ضيق الأوراق
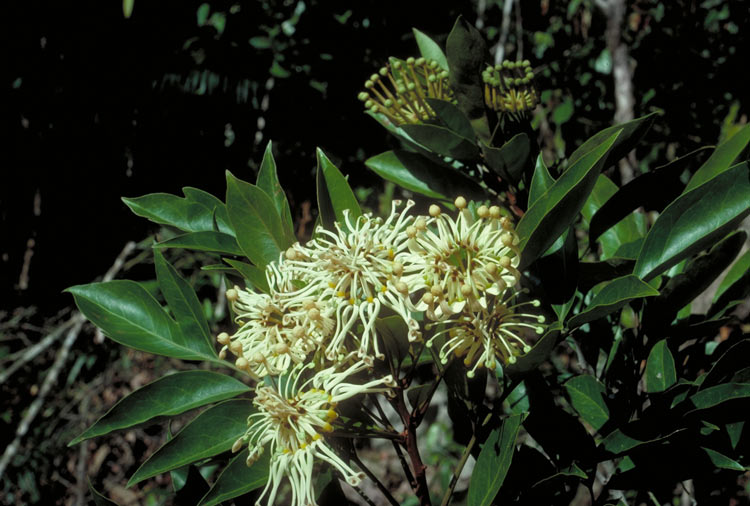
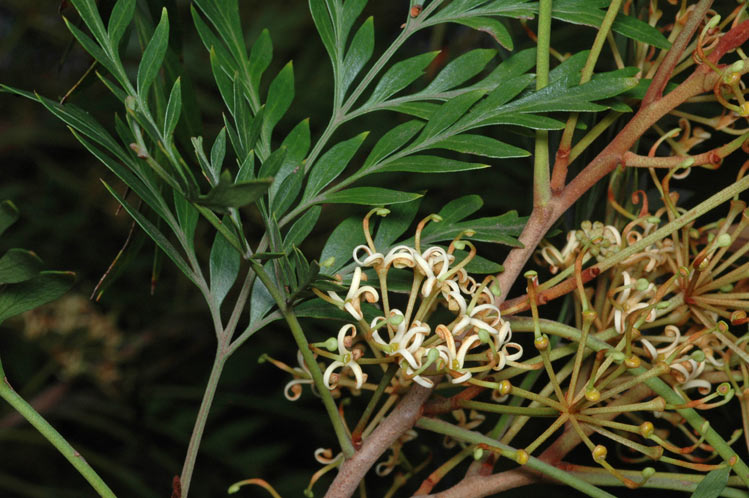
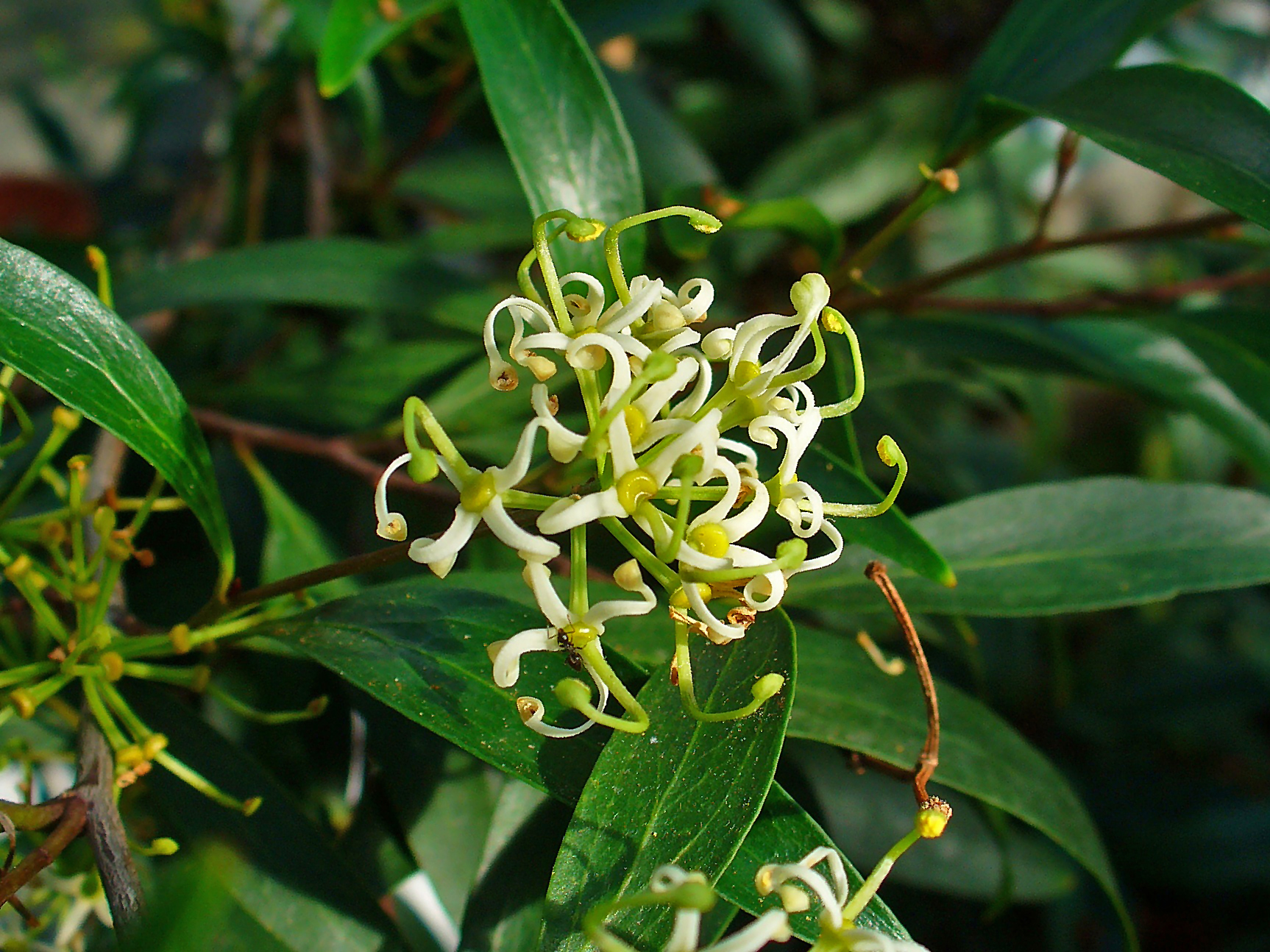
حماس صفصافي الورق